# 濃縮
| ウィキペディアには「濃縮」という見出しの百科事典記事はありません（タイトルに「濃縮」を含むページの一覧/「濃縮」で始まるページの一覧）。 代わりにウィクショナリーのページ「濃縮」が役に立つかもしれません。 |